# Grand Prix moto d'Allemagne 1996
Le  Grand Prix moto d'Allemagne 1996 est la huitième manche du championnat du monde de vitesse moto 1996. La compétition s'est déroulée du 5 au 7 juillet 1996 sur le Nürburgring. C'est la 60e édition du Grand Prix moto d'Allemagne.

## Classement final 500 cm3
| Pos  | Pilote              | Constructeur  | Temps/Écart     | Points |
| ---- | ------------------- | ------------- | --------------- | ------ |
| 1    | Luca Cadalora       | Honda         | 45 min 35 s 889 | 25     |
| 2    | Mickael Doohan      | Honda         | +0 s 210        | 20     |
| 3    | Alex Criville       | Honda         | +0 s 657        | 16     |
| 4    | Scott Russell       | Suzuki        | +4 s 916        | 13     |
| 5    | Kenny Roberts Jr    | Yamaha        | +7 s 703        | 11     |
| 6    | Norifumi Abe        | Yamaha        | +13 s 448       | 10     |
| 7    | Tadayuki Okada      | Honda         | +14 s 060       | 9      |
| 8    | Alex Barros         | Honda         | +17 s 680       | 8      |
| 9    | Shinichi Itoh       | Honda         | +34 s 806       | 7      |
| 10   | Jean-Michel Bayle   | Yamaha        | +43 s 311       | 6      |
| 11   | Alberto Puig        | Honda         | +55 s 589       | 5      |
| 12   | Loris Capirossi     | Yamaha        | +59 s 707       | 4      |
| 13   | Lucio Pedercini     | ROC Yamaha    | +1 min 31 s 799 | 3      |
| 14   | Frédéric Protat     | ROC Yamaha    | +2 tours        | 2      |
| 15   | Eugene McManus      | Yamaha        | +2 tours        | 1      |
| 16   | Florian Ferracci    | Paton         | +2 tours        |        |
| 17   | Nicholas Schmassman | Yamaha        | +2 tours        |        |
| Abd. | Terry Rymer         | Suzuki        | Abandon         |        |
| Abd. | Carlos Checa        | Honda         | Abandon         |        |
| Abd. | Jeremy McWilliams   | ROC Yamaha    | Abandon         |        |
| Abd. | Juan Borja          | Elf 500       | Abandon         |        |
| Abd. | Adrien Bosshard     | Elf 500       | Abandon         |        |
| Abd. | Doriano Romboni     | Aprilia       | Abandon         |        |
| Abd. | Sean Emmett         | Harris Yamaha | Abandon         |        |
| Abd. | Laurent Naveau      | ROC Yamaha    | Abandon         |        |
| Abd. | Michael Rudroff     | Suzuki        | Abandon         |        |

## Classement final 250 cm3
| Pos  | Pilote                   | Constructeur | Temps/Écart     | Points |
| ---- | ------------------------ | ------------ | --------------- | ------ |
| 1    | Ralf Waldmann            | Honda        | 43 min 16 s 908 | 25     |
| 2    | Olivier Jacque           | Honda        | +2 s 022        | 20     |
| 3    | Jurgen Fuchs             | Honda        | +3 s 434        | 16     |
| 4    | Max Biaggi               | Aprilia      | +3 s 860        | 13     |
| 5    | Luis d'Antin             | Honda        | +27 s 378       | 11     |
| 6    | Luca Boscoscuro          | Aprilia      | +27 s 816       | 10     |
| 7    | Jean-Philippe Ruggia     | Honda        | +28 s 112       | 9      |
| 8    | Régis Laconi             | Honda        | +33 s 926       | 8      |
| 9    | Cristiano Migliorati     | Honda        | +34 s 321       | 7      |
| 10   | Tohru Ukawa              | Honda        | +35 s 421       | 6      |
| 11   | Nobuatsu Aoki            | Honda        | +41 s 997       | 5      |
| 12   | Osamu Miyazaki           | Aprilia      | +52 s 820       | 4      |
| 13   | Eskil Suter              | Aprilia      | +59 s 816       | 3      |
| 14   | Olivier Petrucciani      | Aprilia      | +1 min 08 s 714 | 2      |
| 15   | Yasumasa Hatakeyama      | Honda        | +1 min 11 s 238 | 1      |
| 16   | Christian Boudinot       | Aprilia      | +1 min 12 s 677 |        |
| 17   | Christophe Cogan         | Honda        | +1 min 15 s 676 |        |
| 18   | Davide Bulega            | Aprilia      | +1 min 21 s 112 |        |
| 19   | Sete Gibernau            | Honda        | +1 min 34 s 137 |        |
| 20   | Sebastian Porto          | Aprilia      | +1 min 44 s 834 |        |
| Abd. | Jurgen Lingg             | Honda        | Abandon         |        |
| Abd. | Alessandro Antonello     | Aprilia      | Abandon         |        |
| Abd. | Takeshi Tsujimura        | Honda        | Abandon         |        |
| Abd. | Jamie Robinson           | Aprilia      | Abandon         |        |
| Abd. | Jurgen van den Goorbergh | Honda        | Abandon         |        |
| Abd. | José Barresi             | Yamaha       | Abandon         |        |
| Abd. | Marcellino Lucchi        | Aprilia      | Abandon         |        |
| Abd. | Alexander Folger         | Aprilia      | Abandon         |        |
| Abd. | Gianluigi Scalvini       | Honda        | Abandon         |        |
| Abd. | Michael Schulten         | Aprilia      | Abandon         |        |
| Abd. | Matthias Neukirchen      | Yamaha       | Abandon         |        |
| Abd. | Tetsuya Harada           | Yamaha       | Abandon         |        |

## Classement final 125 cm3
| Pos  | Pilote            | Constructeur | Temps/Écart     | Points |
| ---- | ----------------- | ------------ | --------------- | ------ |
| 1    | Masaki Tokudome   | Aprilia      | 42 min 14 s 721 | 25     |
| 2    | Stefano Perugini  | Aprilia      | +0 s 317        | 20     |
| 3    | Haruchika Aoki    | Honda        | +0 s 933        | 16     |
| 4    | Emilio Alzamora   | Honda        | +1 s 691        | 13     |
| 5    | Valentino Rossi   | Aprilia      | +1 s 919        | 11     |
| 6    | Peter Öttl        | Aprilia      | +2 s 067        | 10     |
| 7    | Jorge Martínez    | Aprilia      | +3 s 971        | 9      |
| 8    | Tomomi Manako     | Honda        | +4 s 509        | 8      |
| 9    | Manfred Geissler  | Aprilia      | +13 s 739       | 7      |
| 10   | Ivan Goi          | Honda        | +14 s 319       | 6      |
| 11   | Kazuto Sakata     | Aprilia      | +14 s 792       | 5      |
| 12   | Noboru Ueda       | Honda        | +14 s 914       | 4      |
| 13   | Josep Sarda       | Honda        | +15 s 917       | 3      |
| 14   | Lucio Cecchinello | Honda        | +16 s 773       | 2      |
| 15   | Frédéric Petit    | Honda        | +18 s 049       | 1      |
| 16   | Dirk Raudies      | Honda        | +23 s 732       |        |
| 17   | Jaroslav Huleš    | Honda        | +25 s 574       |        |
| 18   | Yoshiaki Katoh    | Yamaha       | +26 s 147       |        |
| 19   | Akira Saito       | Honda        | +1 min 04 s 869 |        |
| 20   | Paolo Tessari     | Honda        | +1 min 05 s 242 |        |
| 21   | Herri Torrontegui | Honda        | +1 min 05 s 311 |        |
| 22   | Angel Nieto Jr    | Aprilia      | +1 min 14 s 357 |        |
| 23   | Markus Ober       | Honda        | +1 tour         |        |
| Abd. | Emanuel Buchner   | Aprilia      | Abandon         |        |
| Abd. | Darren Barton     | Aprilia      | Abandon         |        |
| Abd. | Christian Kellner | Honda        | Abandon         |        |
| Abd. | Garry McCoy       | Aprilia      | Abandon         |        |
| Abd. | Youichi Ui        | Yamaha       | Abandon         |        |
| Abd. | Loek Bodelier     | Honda        | Abandon         |        |
| Abd. | Andrea Ballerini  | Aprilia      | Abandon         |        |
| Abd. | Gabriele Debbia   | Yamaha       | Abandon         |        |